# Défense de toucher
Pour plus de détails, voir Fiche technique et Distribution.
Défense de toucher (L'infermiera) est une comédie érotique italienne réalisée par Nello Rossati et sortie en 1975.

## Synopsis
Le propriétaire d'un domaine viticole, Leonida Bottacin, récemment sorti du veuvage, est saisi d'un infarctus lors d'un rapport sexuel avec la femme du gardien du cimetière où est enterrée sa femme Ramona. Néanmoins, Bottacin survit à cette épreuve.
Les proches de Bottacin tentent de lui faire subir une deuxième attaque du cœur mortelle afin qu'il puisse hériter des actifs de la société et tout vendre à l'entrepreneur américain M. Kitch. Ainsi, son gendre Benito engage son ancienne flamme suisse Anna comme infirmière personnelle, afin de lui faire subir un infarctus mortel grâce à sa beauté et sa sensualité.
Anna, malgré ses projets, se prend d'affection pour Leonida et s'occupe de lui ; soupçonnant toutes les intrigues fomentées pour se débarrasser de lui, Bottacin décide de jeter tous les membres de sa famille à la porte de la villa, ne laissant que les domestiques.
Léonidas épouse Anna, et c'est elle qui prend soin de lui en raison de son état de santé précaire. Parmi les choses que Bottacin ne doit pas faire pour sa santé, il y a le sexe. Mais pendant la lune de miel, il ne peut résister à la tentation et après avoir copulé avec sa nouvelle femme, il meurt. Anna hérite des biens de l'entreprise et, avec une partie de cette fortune, elle honore l'homme d'un grand enterrement. On entend ensuite les voix du défunt Leonida et de sa femme Ramona, qui continuent à se disputer même dans l'au-delà.

## Fiche technique
- Titre français : Défense de toucher[1]
- Titre original italien : L'infermiera[2]
- Réalisation : Nello Rossati
- Scenario : Claudia Florio (it), Roberto Gianviti (it), Nello Rossati, Paolo Vidali
- Photographie :	Ennio Guarnieri
- Montage : Alberto Gallitti
- Musique : Gianfranco Plenizio (it)
- Décors : Toni Rossati
- Maquillage : Francesco Corridoni, Maria Teresa Corridoni, Giulio Mastrantonio
- Production : Carlo Ponti, Romano Dandi
- Société de production : Compagnia Cinematografica Champion, New Gold Entertainment
- Pays de production :  Italie
- Langue originale : Italien
- Format : Couleurs par Technicolor - 1,85:1 - Son mono - 35 mm
- Durée : 105 minutes
- Genre : Comédie érotique italienne
- Dates de sortie :
  - Italie : 19 décembre 1975
  - France : 15 juin 1977 (Paris)[1]

## Distribution
- Ursula Andress : Anna
- Duilio Del Prete : Benito Varotto
- Mario Pisu : Leonida Bottacin
- Daniele Vargas : Gustavo Scarpa
- Carla Romanelli : Tosca Floria Zanin
- Marina Confalone : Italia Varotto
- Stefano Sabelli (it) : Adone
- Luciana Paluzzi : Jole Scarpa
- Lino Toffolo : Giovanni Garbin
- Jack Palance : M. Kitch
- Attilio Duse : Dr. Pavan

## Production
Dans la distribution, deux Bond girls : à côté de la protagoniste Ursula Andress ayant joué dans James Bond 007 contre Dr No, l'Italienne Luciana Paluzzi était l'antagoniste féminin dans Opération Tonnerre.
Filmé en grande partie à Vicence, dont de nombreuses scènes à la Villa Imperiali Lampertico. 